# Campionato francese di rugby a 13

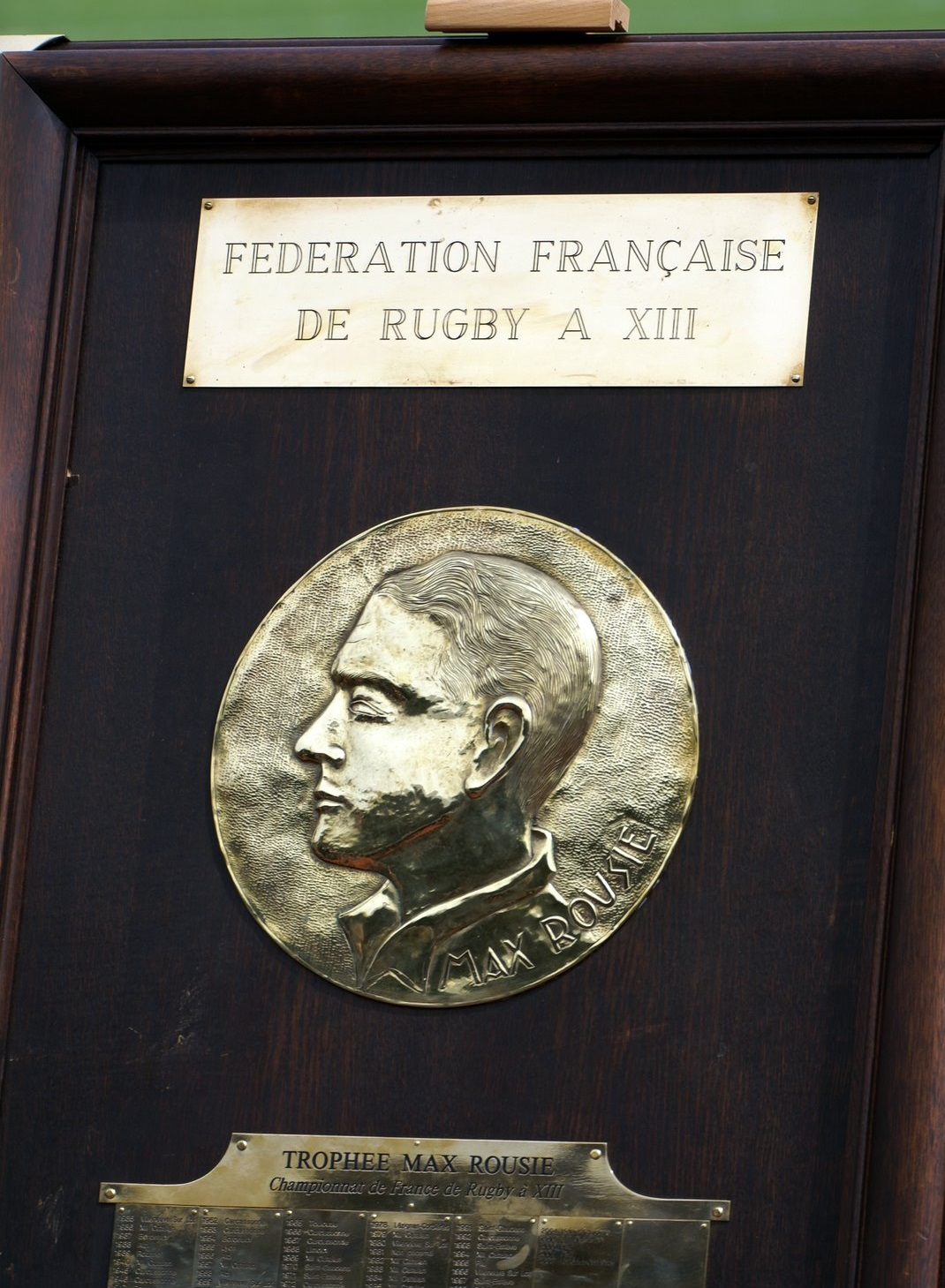
Trofeo Max Rousié consegnato ai Campioni di Francia

Il Campionato di Francia Élite 1 (fr. Championnat de France Élite 1) è il campionato nazionale francese di rugby a 13 di prima divisione.
Organizzato dalla Fédération Française de Rugby à XIII, fu istituito nel 1934.
Essendo storicamente il rugby a 13 una disciplina professionistica, oggi la maggior parte dei club del torneo sono professionistici o semiprofessionistici; i Dragons Catalans di Perpignano hanno abbandonato il campionato francese per disputare la Super League.